# 島津久光
島津 久光（しまづ ひさみつ）は、江戸時代末期の薩摩藩主・島津茂久の実父、明治時代の日本の政治家。位階・勲等・爵位は従一位大勲位公爵。字は君輝、邦行。雅号は幼少時が徳洋、以後は大簡・叟松・玩古道人・無志翁と号した。
島津家第27代当主（薩摩藩10代藩主）島津斉興の五男で庶子。はじめ一門の重富島津家の養子に入ってその当主となっていたが、のちに島津宗家に戻り、29代当主（12代薩摩藩主）となった長男の茂久を後見人として補佐した。維新後には明治政府の内閣顧問、左大臣に就任。明治4年に玉里島津家を興してその初代当主となり、島津宗家と別に公爵に叙せられた。
同28代当主（11代藩主）島津斉彬は異母兄。次男・久治は宮之城家、四男・珍彦は重富家、五男・忠欽は今和泉家、と島津家の旧来の分家をそれぞれ相続した。香淳皇后の曾祖父、第125代天皇明仁の高祖父にあたる。

## 生涯

### 若年期
文化14年（1817年）10月24日、薩摩国鹿児島郡（現・鹿児島県鹿児島市）の鹿児島城において誕生する。生母は斉興の側室・お由羅の方。幼名は普之進（かねのしん）。生母・お由羅の身分が低く、文政元年（1818年）3月1日に種子島久道の養子となり、公子（藩主の子）の待遇を受ける。文政8年（1825年）3月13日に島津宗家へ復帰し、4月に又次郎と改称する。
同年11月1日、島津一門家筆頭の重富島津家の次期当主で叔父にあたる島津忠公の娘・千百子と婚姻し、同家の婿養子となる。これを機に鹿児島城から城下の重富邸へ移る。文政11年（1828年）2月19日に斉興が烏帽子親となり元服、忠教（ただゆき）の諱を授かる。天保7年（1836年）2月、千百子と婚礼の式を挙げる。天保10年（1839年）11月に重富家の家督を相続し、12月に通称を山城と改める。弘化4年（1847年）10月、通称を山城から周防へ改める。
斉興の後継の地位をめぐり、斉彬と忠教の兄弟それぞれを擁立する派閥が対立してお家騒動（お由羅騒動）に発展した結果、幕府の介入を招来し、嘉永4年（1851年）2月2日に斉興が隠退、斉彬が薩摩藩主となる。島津氏家督の座を争うかたちにはなったが、忠教自身は反斉彬派に担がれたという要素が強く、斉彬と忠教の個人的関係は一貫して悪くなかったとみられる。また忠教は斉彬と同様、非常に学問好きであった。ただ、蘭学を好んだ斉彬と異なり、忠教は国学に通じていた。
弘化4年（1847年）、斉彬より軍役方名代を仰せつかり、海岸防備を任される。

### 藩の最高権力者へ
安政5年（1858年）7月16日に斉彬が死去すると、遺言により忠教の実子・忠徳が12月28日、藩主に就任する（忠徳は翌年2月、将軍・徳川家茂に拝謁し、その偏諱を授かって茂久と改名。のちの忠義）。茂久の後見を務めた斉興が安政6年（1859年）9月12日に没すると、藩主の実父として茂久の藩内における政治的影響力が増大する。文久元年（1861年）4月19日に宗家へ復帰、「国父」の礼をもって遇されることになり、藩政の実権を掌握する。23日、通称を和泉、諱を久光に改める。文久2年（1862年）2月24日、重富邸から新築の鹿児島城二の丸邸へ移る（以後、藩内において「副城公」とも称される）。
藩内における権力拡大の過程では、小松清廉（帯刀）や中山尚之介等とあわせて、大久保利通・税所篤・伊地知貞馨（堀仲左衛門）・岩下方平・海江田信義・吉井友実等、中下級藩士で構成される有志グループ「精忠組」の中核メンバーを登用する。ただし、精忠組の中心であった西郷隆盛とは終生反りが合わず、文久2年（1862年）の率兵上京（後述）時には、西郷が無断で上坂したのを責めて遠島処分（徳之島、のち沖永良部島に配流）にした。藩内有志の嘆願により元治元年（1864年）に西郷を赦免する際も、苦渋の余り咥えていた銀のキセルの吸い口に歯形を残したなどの逸話があるように、両者のあいだには齟齬があり、生涯に渡り完全な関係修復はできなかった。
江戸に送られた伊地知貞馨は文久元年（1861年）12月、芝の藩邸を燃やして参勤交代は不可能と申し開きをした。また有力大名を通じて久光を無位無官の島津三郎から待遇を改めさせようとした。それらは上京工作を行うためで近衛忠煕と近衛忠房へは勅命獲得の周旋を依頼して、家来の中山尚之介と大久保利通を京都へ送った。波平行安の剣を朝廷へ内献した中山だが、安政の大獄で幕府の鉄槌を食らっていた忠房は消極的に拒絶をした。大久保も京都で工作したが勅命は貰えなかった。しかし薩摩は拒絶にかかわらず上京する決意を固めていた。中山の復命時には孝明天皇よりの宸翰、御製の和歌がもたらされた。
世をおもふ心のたちとしられけり　さやくもりなき武士のたま

### 中央政界へ進出
文久2年（1862年）、公武合体運動推進のため兵を率いて上京する（3月16日鹿児島発、4月16日京都着）。朝廷・幕府・雄藩の政治的提携を企図する久光の運動は、亡兄・斉彬の遺志を継ぐものとされた。京都滞在中の4月23日、伏見（現・京都府京都市伏見区）の寺田屋に集結した有馬新七ら自藩の尊攘派過激分子を粛清する寺田屋騒動を起こす。
朝廷に対する久光の働きかけにより5月9日、自身を参画させることも含めた、幕政改革を要求するために勅使を江戸へ派遣することが決定され、勅使随従を命じられる。幕府への要求事項として、以下の「三事策」（1.は長州藩、2.は岩倉具視、3.は薩摩藩の各意見を採用したもの）が決められた。
1. 将軍・徳川家茂の上洛
2. 沿海5大藩（薩摩藩・長州藩・土佐藩・仙台藩・加賀藩）で構成される五大老の設置
3. 一橋慶喜の将軍後見職、前福井藩主・松平春嶽の大老職就任

出府に先立って5月12日、通称を和泉から三郎へと改めた上で、21日に勅使・大原重徳に随従して京都を出発、6月7日に江戸へ到着する。当地において勅使とともに幕閣との交渉に当たり、7月6日に慶喜の将軍後見職、9日に春嶽の政事総裁職の就任を実現させる（文久の改革）。
勅使東下の目的を達成したことで、8月21日に江戸を出発、東海道を帰京の途上、武蔵国橘樹郡生麦村（現・神奈川県横浜市鶴見区生麦）でイギリスの民間人4名と遭遇し、久光一行の行列の通行を妨害したという理由で随伴の薩摩藩士がイギリス人を殺傷する生麦事件が起こる。閏8月6日に京都へ到着、9日に参内して幕政改革の成功を復命した後、23日に京都を発し帰藩する（9月7日鹿児島着）。イギリス人殺傷の一件は結果的に、翌文久3年（1863年）7月の薩英戦争へと発展する。

### 公武合体運動の挫折
文久3年（1863年）3月に2回目の上京をする（3月4日鹿児島発、14日京都着）が、長州藩を後ろ盾にした尊攘急進派の専横を抑えられず、足かけ5日間の滞京で帰藩する（18日京都発、4月11日鹿児島着）。しかし帰藩後も、尊攘派と対立関係にあった中川宮や近衛忠煕・忠房父子、また、尊攘派の言動に批判的だった孝明天皇から再三、上京の要請を受ける。長州藩の勢力を京都から追放するべく、薩摩藩と会津藩が中心となって画策し、天皇の支持を得た上で決行された八月十八日の政変が成功した後、3回目の上京を果たす（9月12日鹿児島発、10月3日京都着）。
久光の建議によって朝廷会議（朝議）に有力諸侯を参与させることになり、12月30日に一橋慶喜、松平春嶽、前土佐藩主・山内容堂、前宇和島藩主・伊達宗城、会津藩主・松平容保（京都守護職）が朝議参預を命じられる。久光自身は翌元治元年（1864年）1月14日に参預に任命され、同時に従四位下・左近衛権少将に叙任される。かくして薩摩藩の公武合体論を体現した参預会議が成立するが、孝明天皇が希望する横浜鎖港をめぐって、限定攘夷論（鎖港支持）の慶喜と、武備充実論（鎖港反対）の久光・春嶽・宗城とのあいだに政治的対立が生じる。結果的に久光ら3侯が慶喜に譲歩し、幕府の鎖港方針に合意したものの、両者の不和は解消されず、参預会議は機能不全に陥り解体、薩摩藩の推進した公武合体運動は頓挫する。久光は3月14日に参預を辞任、小松帯刀や西郷隆盛らに後事を託して4月18日に退京する（5月8日鹿児島着）。

### 倒幕の決断
久光が在藩を続けた約3年間に中央政局は、元治元年（1864年）の禁門の変（7月19日）、第一次長州征討、慶応元年（1865年）の将軍進発（5月16日）、条約勅許（10月5日）、慶応2年（1866年）1月21日の薩長盟約の締結、第二次長州征討、将軍・徳川家茂の薨去（7月20日）、徳川慶喜の将軍就職（12月5日）、孝明天皇の崩御（同月25日）、慶応3年（1867年）の祐宮睦仁親王（明治天皇）の践祚（1月9日）、等々と推移する。この間、慶応2年（1866年）6月16日から20日にかけて、イギリス公使ハリー・パークスの一行を鹿児島に迎えて、藩主・茂久と共に歓待し、薩英戦争の講和以後続く薩摩藩とイギリスの間の友好関係を確認する。
慶応3年（1867年）の4回目の上京（3月25日鹿児島発、4月12日京都着）では、松平春嶽・山内容堂・伊達宗城とともに四侯会議を開き、開港予定の布告期限が迫っていた兵庫（現・兵庫県神戸市）開港問題や、事実上の幕府の敗北といえる、前年9月の休戦以来、保留されたままの長州処分問題をめぐり、四侯連携のもとで将軍・慶喜と協議することを確認する。しかし、5月14、19、21日の二条城における慶喜との会談では、寛典処分を意図し、問題の先決を唱える四侯に対して、慶喜は対外関係を理由に兵庫開港問題の先決を主張する。同月23、24日の2日間に及んだ朝議の結果は、2問題を同時に勅許するというものだったが、慶喜の意向が強く反映され、長州処分の具体的内容は不明確であった。この事態を受けて、慶喜との政治的妥協の可能性を最終的に断念した久光の決断により、薩摩藩首脳部は武力倒幕路線を確定する。

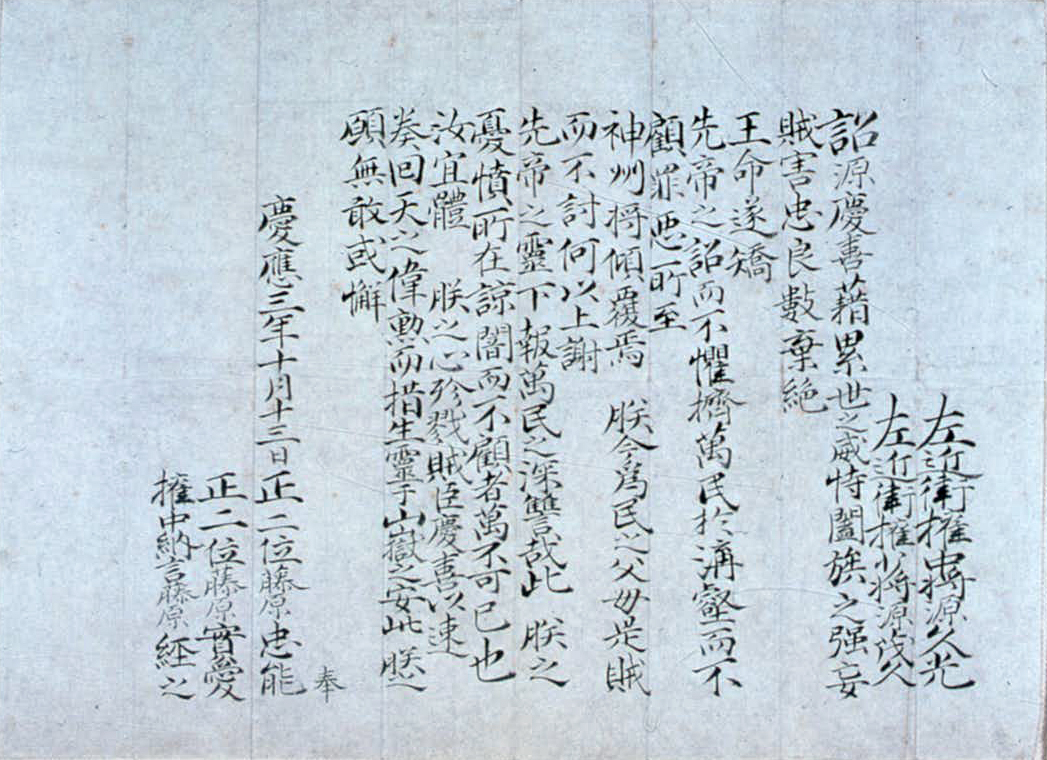
討幕の密勅

病身の久光は8月15日に大坂へ移り、9月15日に帰藩の途に就く（21日鹿児島着）。10月14日に久光・茂久へ討幕の密勅が下され、また同日の徳川慶喜による大政奉還の奏請を受けて翌15日、朝廷より久光に対し上京が命じられるが、病のためそれに応じられず、代わって藩主・茂久が11月13日、藩兵3,000人を率いて鹿児島を出発、途中周防国三田尻（現・山口県防府市）において18日、長州藩世子・毛利広封と会見し薩長芸3藩提携による出兵を協定して、23日に入京する。その後、中央政局は王政復古、戊辰戦争へと推移した。

### 明治維新後
維新後も鹿児島藩（薩摩藩）における権力を握り続けたが、自身の想像とは全く違う展開を続ける新政府が進める急進的改革に批判的立場をとった。また藩体制の改革を要求する川村純義・野津鎮雄・伊集院兼寛等、下級士族層を中心とした戊辰戦争の凱旋将兵と対立するが、この権力闘争に敗北した結果、藩行政権を彼らに握られてしまった。明治2年（1869年）2月、勅使・柳原前光が大久保利通を随伴して鹿児島に下向、その働きかけに応じて上京し（2月26日鹿児島発、3月2日京都着）、3月3日に参内、6日に従三位・参議兼左近衛権中将に叙任される（13日京都発、21日鹿児島着）。
明治3年（1870年）1月から2月にかけて、上京して政府に協力するよう久光と西郷隆盛に促すため、大久保が東京から帰藩するが、自身が利用されただけであり、騙された形で作り上げられた政府に不満をもつ久光と西郷を説得できず、両者の引き出しに失敗する。同年12月、勅使・岩倉具視が大久保等とともに鹿児島に下向し、久光および西郷に上京を要請する。西郷は上京に同意するが、久光は病を理由にその猶予を願う。明治4年（1871年）2月に鹿児島・山口・高知3藩の兵力で編成される御親兵の設置が決定すると、出兵準備のため西郷が東京より帰藩し、久光に代わって知藩事・島津忠義が4月に西郷とともに上京する。しかし久光からすると、権力の源泉である兵士を御親兵に奪われたことは致命的な失策であった。
西郷や大久保らが主導するかたちで、同年7月14日に騙し討ちのように廃藩置県が断行されると、これに激怒し、抗議の意を込めて自邸の庭で一晩中花火を打ち上げさせる。旧大名層の中で廃藩置県に対してあからさまに反感を示した唯一の例になる。しかし、前述のように既に行政権は下級士族層に握られていたため、この程度の抗議しかできず、後の祭りであった。9月10日に政府から分家するよう命じられ、島津忠義の賞典禄10万石のうち5万石を家禄として分賜される（玉里島津家の創立）。
11月14日に都城県が設置され、旧藩領が鹿児島県と都城県とに大きく分断されると、「薩隅分県」は長州の陰謀だと疑い、また、自身の鹿児島県令就任を希望する。
明治5年（1872年）6月22日から7月2日にかけて、天皇が西国巡幸の一環として鹿児島に滞在したことを受けて、6月28日に政府の改革方針に反する守旧的内容を含んだ14カ条の意見書を奉呈する（意見書の条項は、外部リンク「鹿児島県史料 玉里島津家史料 六」参照）。
明治6年（1873年）3月に勅使・勝安芳（海舟）および西四辻公業が鹿児島に下向、その要請に応じて上京する（4月17日鹿児島発、23日東京着）。5月10日、麝香間祗候を命じられる。12月25日、内閣顧問に任じられる。明治7年（1874年）2月、佐賀の乱の勃発を受けて、明治六年政変により下野した西郷を慰撫するため、鹿児島に帰郷する（2月14日東京発、20日鹿児島着）。4月、勅使・万里小路博房および山岡鉄太郎（鉄舟）が鹿児島に派遣され、その命に従って帰京する（4月15日鹿児島発、21日東京着）。同月27日に左大臣となり、5月23日には旧習復帰の建白を行うが、政府の意思決定からは実質的に排除される。

### 晩年
明治8年（1875年）10月22日、左大臣の辞表を提出、27日に許可される。11月2日、麝香間祗候を命じられる。明治9年（1876年）4月、鹿児島に帰郷する（4月3日東京発、13日鹿児島着）。
以後、鹿児島で隠居生活を送り、島津家に伝わる史料の蒐集、史書（『通俗国史』等）の著作・編纂に専念する。また、依然として政府による廃刀令等の開化政策に対して反発を続け、生涯髷を切らず、帯刀・和装をやめなかった。
明治10年（1877年）2月に西郷隆盛らが蜂起して西南戦争が勃発すると、政府は久光の動向を憂慮して勅使・柳原前光を鹿児島に派遣し上京を促したが、久光は太政大臣・三条実美への上書において中立の立場にあることを表明、代わりに四男・珍彦、五男・忠欽を京都に派遣する。また戦火を避けるため、桜島に一時避難している。
こののちも政府は久光の処遇に苦慮し、叙位・叙勲や授爵において最高級で遇した。政府は久光に気を使っていたが、西郷と大久保の死後はそれもなくなった。久光は最後まで「西郷、大久保に騙された」と言い続けたといわれている。
明治20年（1887年）12月6日に薩摩国鹿児島郡下伊敷村（現在の鹿児島市玉里町）の玉里邸で死去、享年71。国葬をもって送られたが、東京ではなく鹿児島での国葬となったため、葬儀のために道路が整備され、熊本鎮台から儀仗兵1大隊が派遣される。玉里家（公爵）は七男・忠済が継承する。

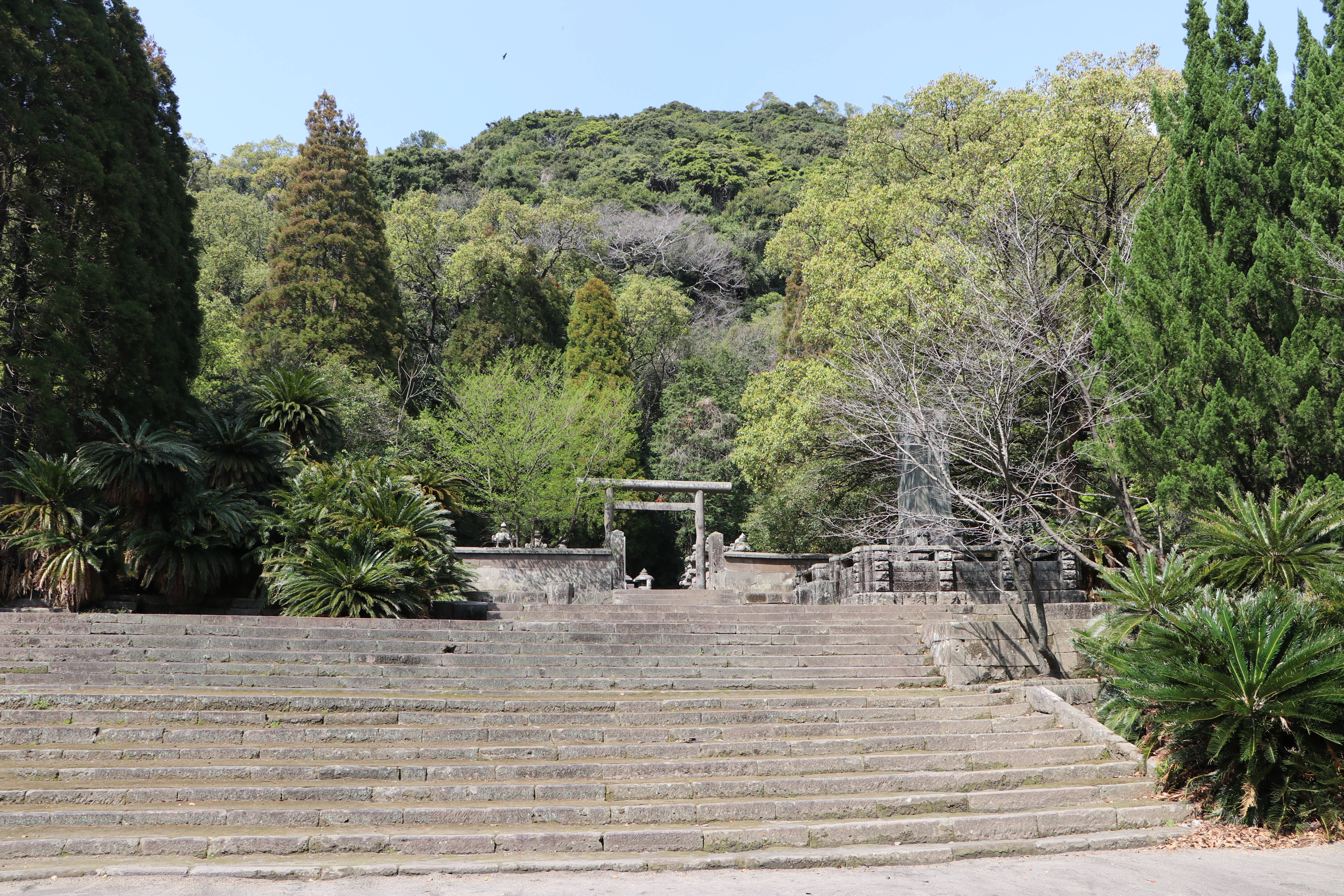
島津久光の墓（福昌寺跡）

墓所は鹿児島県鹿児島市の島津家墓地。鹿児島市照国町鎮座の照国神社に銅像がある。

## 評価
- 松平春嶽 「久光卿はすこぶる因循家にして、古法を膠守することと衆人申したり。幕府の時分より今に至るまでかくの如くいえり。悪口もあれど、中々才智よりも道徳を重せられ、尊王の志は却って斉彬公よりも超過せりと考えられたり。この公は陸軍よりは海軍の方に専ら力を尽したきと申されたり。この公の談話にもすこぶる感佩敬服のこと共多し」[6]
- 木戸孝允 「島津は古い思想で、しかも頑固一点張りの人と思っていた。ところが、島津の話に、『何分にも華族の中に人物がいなくて困る。山内容堂がおると、話が出来るが、すでに薨去した』と云われた。是には意外の感をした。『貴方と山内とは、余程性質が異なっているように考える』と言った。すると島津は、『いや成程その如くに、自分と山内とは余程性質が異なっている。或る時に京都の二条城で、国事に関する意見を旧幕府の閣老に建言せんとした。その時に自分の意見と山内との意見とが大同小異であった。小異のあるに拘わらず、山内が自分と共に二条城へ出かけようというから、各別に閣老を訪問したいといった。すると山内が、なぜ同行が出来ないかといって、直ぐに襟首を捉えて一間余りも引っ張った。山内と自分とは義理の叔父甥の関係があるに拘わらず、あまりに乱暴するので、立腹に堪えない。そこで煙管でひどくその手を撲ったら、山内が顔色を変えて去った』と話した。島津は頑固一点張りのものではない、名のあるだけの人物である」[7]
- 伊藤博文 「世間では島津公を頑固の人のように云うて居るが、決してそうでない。公はかつて『己れは攘夷などと云う事はせぬ。それは西郷などが言うことだ』と云われたことがある。しかし西洋流の事物を採ると云うことは、お嫌いのようであった」
- 大隈重信
  - 「流石に彼は大藩の君主なり。英俊の聞こえ高かりしだけに、風采言動も尋常の君主と同視すべからざるものあり。彼は頑旧移すべからざるの人にもあらざれば、また剛腹屈すべからざるの人にもあらず。善く辞令に嫺い、兼ねて学問に富み、胸度の快闊、心術の洒落、他の碌庸の徒と甚しくその撰を異にし、天晴当時の名君、一世の英俊として毫も恥ずるところなきが如くなりし。深くこれを尊敬するの情を起したりき」[8]
  - 「大名としては容貌態度ともに左程に揚らぬ。人望んで恐るるという方じゃ無かった。といって、これを望むに人君に非ずという程でも無かった。根は善良な人だが、大名育ちで我儘である。特に名誉有る島津家の伝統的精神を受け継がれ、なかなか頑固者で、手に合わぬ強情であったが、学問がある。漢籍仕込で頭を鍛えて居るから、これを屈服することは大分困難であった」[9]

## 官職および位階等の履歴
※日付は明治4年までは旧暦。
- 文久4年（1864年）
  - 1月14日、従四位下に叙し、左近衛権少将に任ず。
  - 2月1日（3月8日）、大隅守兼任。
  - 4月11日（5月16日）、従四位上に叙し、左近衛権中将に任ず。
- 明治2年（1869年）
  - 3月6日、従三位に叙し、参議に任ず。
  - 6月2日（7月10日）従二位・権大納言に推任叙されたが、辞退。
- 明治4年（1871年）9月13日、従二位に叙す。
- 明治6年（1873年）
  - 5月10日、麝香間祗候となる。
  - 12月25日、内閣顧問に就任。
- 明治7年（1874年）4月27日、左大臣に就任。
- 明治8年（1875年）
  - 10月27日、左大臣を辞任。
  - 11月2日、麝香間祗候となる。
- 明治12年（1879年）6月17日、正二位に叙す。
- 明治14年（1881年）7月15日、勲一等旭日大綬章を受章。
- 明治17年（1884年）7月7日、公爵を受爵。
- 明治20年（1887年）
  - 9月21日、従一位に叙す。
  - 11月5日、大勲位菊花大綬章を受章。

## 栄典
- 1884年（明治17年）7月7日 - 公爵[10]
- 1887年（明治20年）
  - 9月21日 - 従一位[11]
  - 9月29日 - 金製黄綬褒章[12]
  - 11月5日、大勲位菊花大綬章[13]

## 系譜
- 島津氏

### 妻子
※主に「御祭祀提要」（『尚古集成館紀要』5号）を参照。
- 正室：島津千百子（重富家島津忠公の娘・久光の従妹、文政4年（1821年）- 弘化4年5月10日（1847年6月22日））
  - 長女：於儔（天保7年12月8日（1837年1月14日） - 天保8年8月24日（1837年9月23日））
  - 次女：於定（島津久静室、栄松院、天保9年正月20日（1838年2月14日）- 慶応3年3月11日（1867年4月15日））[注釈 18]）
  - 三女：於哲[注釈 19]（入来院公寛室[注釈 20]、天保10年2月20日（1839年3月24日） - 文久2年7月4日（1862年7月30日））
  - 長男：島津忠義
  - 次男：島津久治（島津図書）
  - 三男：包次郎（天保13年7月晦日（1842年9月4日）-天保14年4月7日（1843年5月6日））
  - 四女：於寛（喜入久博室、天保14年閏9月7日（1843年10月29日） - 文久2年7月27日（1862年8月22日））
  - 四男：島津珍彦
  - 五男：島津忠欽
- 側室：山崎武良子
  - 五女：於郷（嘉永2年8月16日（1849年10月2日） - 同年12月14日（1850年1月26日））
  - 六男：島津忠経（嘉永4年11月9日（1851年12月1日） - 明治14年（1881年）3月11日）
  - 七男：島津忠済
  - 七女：於住（安政4年1月19日（1857年2月13日） - 安政5年5月29日（1858年7月9日））
  - 八女：於俊（安政5年12月5日（1859年1月8日） - 明治8年（1875年）10月27日）
  - 八男：芳之進（万延元年10月16日（1860年11月28日） - 文久2年4月20日（1862年5月18日））
  - 九女：於民（慶応元年5月16日（1865年6月9日） - 慶応2年5月2日（1866年6月14日））
- 養女：
  - 富子（実父：伊達宗徳、北白川宮能久親王妃、文久2年閏8月8日（1862年10月1日） - 昭和11年（1936年）3月20日）
  - 輯子（実父：竹内治則、真田幸民室、元治元年4月17日（1864年5月16日） - 昭和3年（1928年）10月15日）

### 系図
```
　　　　　　　　　　　　　　　　　　　　　　　　　　　昭和天皇
　　　　　　　　　　　　　　　　　　　　　久邇宮邦彦王　　┣━━━━第125代天皇・明仁
　　　　　　　　　　　　　　　　　　　　　　　┣━━━香淳皇后
　　　　　　　　　　　　　　　　　　　　　　┏俔子
　　　　　　┏斉彬＝＝＝＝＝＝＝茂久（忠義）━┻忠重━━━忠秀━━修久━━忠裕
　　　　　　┣久寧（➔池田斉敏）　　 ↑
斉宣━斉興━┻久光━━━━━━━┳忠徳
　　┣　　　　　　　　　　　　　┣久治━━長丸━━━忠丸━━忠之━━忠洋
　　（重富家）　　　　　　　　　┣包次郎
　　┣忠公＝＝忠教━━━━━━━┣忠鑑（珍彦）━━壮之助━━忠彦＝＝晴久━━孝久
　　┗忠剛━━忠敬＝＝＝＝＝＝＝┣忠欽┳━隼彦━━━忠親━━忠克
　　（今和泉家）　　　　　　　　┣忠経┗雄五郎━━━忠夫━━忠正━━忠昭━━忠寛
　　　　　　　　　　　　　　　　┣━（玉里家）忠済━━忠承━━━忠広━━忠美━━忠由
　　　　　　　　　　　　　　　　┗芳之進

```

### 久光を扱った作品
テレビドラマ
『田原坂』（1987年）　演：露口茂
NHK大河ドラマ
『竜馬がゆく』（1968年）　演：戸田皓久
『翔ぶが如く』（1990年）　演：高橋英樹
『徳川慶喜』（1998年）　演：江守徹
『篤姫』（2008年）　演：山口祐一郎
『花燃ゆ』（2015年）　演：江口直人（どぶろっく）
『西郷どん』（2018年）　演：青木崇高
『青天を衝け』（2021年）　演：池田成志

小説
司馬遼太郎『きつね馬』（『酔って候』 所収）
司馬遼太郎『翔ぶが如く』
林真理子『西郷どん!』（2017年、KADOKAWA）

漫画
みなもと太郎『風雲児たち 幕末編』

アニメ
『ねこねこ日本史』（Eテレ）声 : 白井悠介